# 브래드 존슨 (1959년)
브래드 존슨(영어: Brad Johnson, 1959년 10월 24일 ~ 2022년 2월 18일)은 미국의 배우, 모델이다. 
애리조나 주 투손에서 태어났으며 코로나19 전염으로 사망하였다.

## 출연 작품
- 슈퍼게이터 (2007, Supergator)
- 《에이리언 시즈》 (2005년)
- 《와일드 씽 3》 (2005년)
- 《레프트 비하인드 - 월드 앳 워》 (2005년)
- 《리버월드》 (2003년)
- 《레프트 비하인드 2》 (2002년)
- 《레프트 비하인드》 (2001년) - 레이포드 스틸 역
- 《어크로스 더 라인 》 (2000년)
- 《CSI 라스베가스 시즌1》 (2000년)
- 《러프 라이더스》 (1997년)
- 《솔저 포춘》 (1997년)
- 《도미니언》 (1995년)
- 《크라이스 언허드 - 도나 야클릭 스토리》 (1994년)
- 《새 2》 (1994년)
- 《집행자》 (1993년)
- 《필라델피아 특명 2》 (1993년)
- 《스케치(영어판)》 (1992년)
- 《최후의 출격》 (1991년)
- 《영혼은 그대 곁에》 (1989년) - 테드 베이커 역